# 鸡骨常山
鸡骨常山（学名：Alstonia yunnanensis）是夹竹桃科鸡骨常山属的植物，是中国的特有植物。分布在中国大陆的广西、贵州、云南等地，生长于海拔1,100米至2,400米的地区，见于山坡和沟谷地带灌木丛中，目前尚未由人工引种栽培。
其种加词 yunnanensis 意为“云南的”。

## 别名
三台高、四角枫、永固生、红花岩托（云南）；白虎木、红辣椒（广西）；野辣椒（贵州、云南、广西）